# بریکینگ بد (فصل ۴)
فصل چهارم مجموعه تلویزیونی درام آمریکایی بریکینگ بد از ۱۷ ژوئیه ۲۰۱۱ آغاز شد و در ۹ اکتبر ۲۰۱۱ پایان یافت. این فصل شامل ۱۳ قسمت بود که طول هر کدام ۴۷ دقیقه بود. این فصل در ساعت ۱۰ بعد از ظهر یکشنبه‌ها از شبکه ای‌ام‌سی در آمریکا پخش شد. نسخه کامل فصل ۴ بر روی دی‌وی‌دی و بلوری در ۵ ژوئن ۲۰۱۲ منتشر شد.

## قسمت‌ها
| شم. کلی | شم. در فصل | عنوان              | کارگردان       | نویسنده                      | تاریخ انتشار اصلی | آمریکا تعداد بیننده (میلیون) |
| ------- | ---------- | ------------------ | -------------- | ---------------------------- | ----------------- | ---------------------------- |
| ۳۴      | ۱          | «کاتر»             | Adam Bernstein | وینس گیلیگان                 | ۱۷ ژوئیه ۲۰۱۱     | ۲٫۵۸                         |
| ۳۵      | ۲          | «سی‌وهشتِ لوله‌کوتاه» | میشل مک‌لارن    | جرج ماستراس                  | ۲۴ ژوئیه ۲۰۱۱     | ۱٫۹۷                         |
| ۳۶      | ۳          | «بازدید آزاد»      | دیوید اسلید    | سم کاتلین                    | ۳۱ ژوئیه ۲۰۱۱     | ۱٫۷۱                         |
| ۳۷      | ۴          | «نقاط گلوله»       | کالین باکسی    | مویرا ولی-بیکت               | ۷ اوت ۲۰۱۱        | ۱٫۸۳                         |
| ۳۸      | ۵          | «شات‌گان»           | میشل مک‌لارن    | توماس اشنوز                  | ۱۴ اوت ۲۰۱۱       | ۱٫۷۵                         |
| ۳۹      | ۶          | «در تنگنا»         | مایکل اسلوویس  | جنیفر هاتچیسون               | ۲۱ اوت ۲۰۱۱       | ۱٫۶۷                         |
| ۴۰      | ۷          | «سگ مشکل‌ساز»       | پتر گولد       | پتر گولد                     | ۲۸ اوت ۲۰۱۱       | ۱٫۹۱                         |
| ۴۱      | ۸          | «هرمانوس»          | یوهان رنک      | سم کاتلین و جرج ماستراس      | ۴ سپتامبر ۲۰۱۱    | ۱٫۹۸                         |
| ۴۲      | ۹          | «حشره»             | تری مک‌دانا     | مویرا ولی-بیکت و توماس اشنوز | ۱۱ سپتامبر ۲۰۱۱   | ۱٫۸۹                         |
| ۴۳      | ۱۰         | «سلامتی»           | میشل مک‌لارن    | پتر گولد و جنیفر هاتچیسون    | ۱۸ سپتامبر ۲۰۱۱   | ۱٫۸۰                         |
| ۴۴      | ۱۱         | «گربه رو»          | Scott Winant   | جرج ماستراس و سم کاتلین      | ۲۵ سپتامبر ۲۰۱۱   | ۱٫۵۵                         |
| ۴۵      | ۱۲         | «پایان زمان»       | وینس گیلیگان   | توماس اشنوز و مویرا ولی-بیکت | ۲ اکتبر ۲۰۱۱      | ۱٫۷۳                         |
| ۴۶      | ۱۳         | «رویارویی»         | وینس گیلیگان   | وینس گیلیگان                 | ۹ اکتبر ۲۰۱۱      | ۱٫۹۰                         |